# 6 Heures de Fuji 2013
Navigation
Édition précédente Édition suivante
Les 6 Heures de Fuji 2013 se déroulent dans le cadre du Championnat du monde d'endurance FIA 2013, le 20 octobre 2013 sur le Fuji Speedway à Oyama au Japon. Elles sont remportées par la Toyota TS030 Hybrid du Toyota Racing, pilotée par Alexander Wurz, Nicolas Lapierre et Kazuki Nakajima.

## Circuit

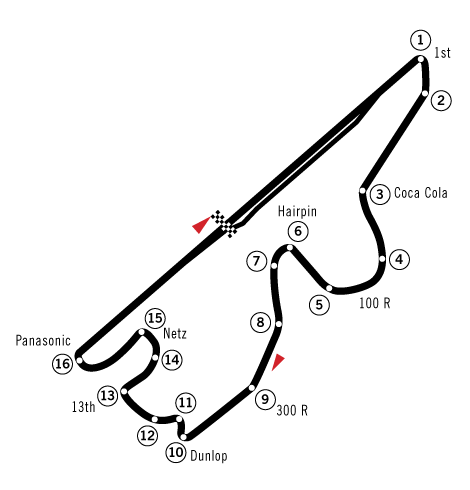
Le Fuji Speedway, cadre des 6 Heures de Fuji 2013.

Les 6 Heures de Fuji 2013 se déroulent sur le Fuji Speedway, circuit situé au Japon. Il est composé d'une longue ligne droite de 1,5 km ainsi que de 16 virages, certains étant franchis à basse vitesse comme la chicane Dunlop. Ce circuit est célèbre car il a accueilli la Formule 1.

## Qualifications
Voici le classement officiel au terme des qualifications. Les premiers de chaque catégorie sont signalés par un fond jauni.
| Position | Catégorie | Équipe                        | Temps          | Grille |
| -------- | --------- | ----------------------------- | -------------- | ------ |
| 1        | LMP1      | n° 1 Audi Sport Team Joest    | 1 min 26 s 577 | 1      |
| 2        | LMP1      | n° 8 Toyota Racing            | 1 min 26 s 755 | 2      |
| 3        | LMP1      | n° 7 Toyota Racing            | 1 min 26 s 860 | 3      |
| 4        | LMP1      | n° 2 Audi Sport Team Joest    | 1 min 27 s 425 | 4      |
| 5        | LMP1      | n° 12 Rebellion Racing        | 1 min 29 s 250 | 5      |
| 6        | LMP2      | n° 35 OAK Racing              | 1 min 32 s 938 | 6      |
| 7        | LMP2      | n° 26 G-Drive Racing          | 1 min 33 s 019 | 7      |
| 8        | LMP2      | n° 27 Gainer International    | 1 min 33 s 073 | 8      |
| 9        | LMP2      | n° 24 OAK Racing              | 1 min 33 s 097 | 9      |
| 10       | LMP2      | n° 25 Delta-ADR (en)          | 1 min 33 s 209 | 10     |
| 11       | LMP2      | n° 47 KCMG                    | 1 min 33 s 512 | 11     |
| 12       | LMP2      | n° 49 Pecom Racing            | 1 min 33 s 525 | 12     |
| 13       | LMP2      | n° 31 Lotus                   | 1 min 34 s 080 | 13     |
| 14       | LMP2      | n° 32 Lotus                   | 1 min 34 s 246 | 14     |
| 15       | LMP2      | n° 45 OAK Racing              | 1 min 35 s 408 | 15     |
| 16       | LMGTE Pro | n° 97 Aston Martin Racing     | 1 min 39 s 114 | 16     |
| 17       | LMGTE Pro | n° 99 Aston Martin Racing     | 1 min 39 s 591 | 17     |
| 18       | LMGTE Pro | n° 51 AF Corse                | 1 min 39 s 693 | 18     |
| 19       | LMGTE Pro | n° 91 Porsche AG Team Manthey | 1 min 39 s 736 | 19     |
| 20       | LMGTE Pro | n° 92 Porsche AG Team Manthey | 1 min 39 s 778 | 20     |
| 21       | LMGTE Am  | n° 95 Aston Martin Racing     | 1 min 40 s 649 | 21     |
| 22       | LMGTE Am  | n° 50 Larbre Compétition      | 1 min 40 s 814 | 22     |
| 23       | LMGTE Am  | n° 96 Aston Martin Racing     | 1 min 40 s 824 | 23     |
| 24       | LMGTE Am  | n° 88 Proton Competition      | 1 min 41 s 311 | 24     |
| 25       | LMGTE Am  | n° 81 8Star Motorsports       | 1 min 41 s 369 | 25     |
| 26       | LMGTE Am  | n° 61 AF Corse                | 1 min 41 s 529 | 26     |
| 27       | LMGTE Am  | n° 57 Krohn Racing            | 1 min 41 s 625 | 27     |
| 28       | LMGTE Am  | n° 76 IMSA Performance Matmut | 1 min 41 s 683 | 28     |
| —        | LMGTE Pro | n° 71 AF Corse                | Pas de temps   | 29     |

## Résultats
Voici le classement officiel au terme de la course. 
- Les vainqueurs de chaque catégorie sont signalés par un fond jauni.
- Pour la colonne Pneus, il faut passer le curseur au-dessus du modèle pour connaître le manufacturier de pneumatiques.

| Position | Catégorie | n° | Équipe                  | Pilotes                                            | Châssis                                 | Pneus | Tours |
| Position | Catégorie | n° | Équipe                  | Pilotes                                            | Moteur                                  | Pneus | Tours |
| -------- | --------- | -- | ----------------------- | -------------------------------------------------- | --------------------------------------- | ----- | ----- |
| 1        | LMP1      | 7  | Toyota Racing           | Alexander Wurz Nicolas Lapierre Kazuki Nakajima    | Toyota TS030 Hybrid                     | M     | 16    |
| 1        | LMP1      | 7  | Toyota Racing           | Alexander Wurz Nicolas Lapierre Kazuki Nakajima    | Toyota 3.4 L V8 (Hybrid)                | M     | 16    |
| 2        | LMP1      | 2  | Audi Sport Team Joest   | Allan McNish Tom Kristensen Loïc Duval             | Audi R18 e-tron quattro                 | M     | 16    |
| 2        | LMP1      | 2  | Audi Sport Team Joest   | Allan McNish Tom Kristensen Loïc Duval             | Audi TDI 3.7 L Turbo V6 (Hybrid Diesel) | M     | 16    |
| 3        | LMP1      | 12 | Rebellion Racing        | Andrea Belicchi Mathias Beche                      | Lola B12/60                             | M     | 16    |
| 3        | LMP1      | 12 | Rebellion Racing        | Andrea Belicchi Mathias Beche                      | Toyota RV8KLM 3.4 L V8                  | M     | 16    |
| 4        | LMP2      | 35 | OAK Racing              | Bertrand Baguette Martin Plowman Ricardo González  | Morgan LMP2                             | D     | 16    |
| 4        | LMP2      | 35 | OAK Racing              | Bertrand Baguette Martin Plowman Ricardo González  | Nissan VK45DE 4.5 L V8                  | D     | 16    |
| 5        | LMP2      | 26 | G-Drive Racing          | Roman Rusinov John Martin Mike Conway              | Oreca 03                                | D     | 16    |
| 5        | LMP2      | 26 | G-Drive Racing          | Roman Rusinov John Martin Mike Conway              | Nissan VK45DE 4.5 L V8                  | D     | 16    |
| 6        | LMP2      | 27 | Gainer International    | Katsuyuki Hiranaka Masayuki Ueda Björn Wirdheim    | Zytek Z11SN                             | D     | 16    |
| 6        | LMP2      | 27 | Gainer International    | Katsuyuki Hiranaka Masayuki Ueda Björn Wirdheim    | Nissan VK45DE 4.5 L V8                  | D     | 16    |
| 7        | LMP2      | 24 | OAK Racing              | Olivier Pla Alex Brundle David Heinemeier Hansson  | Morgan LMP2                             | D     | 16    |
| 7        | LMP2      | 24 | OAK Racing              | Olivier Pla Alex Brundle David Heinemeier Hansson  | Nissan VK45DE 4.5 L V8                  | D     | 16    |
| 8        | LMP2      | 25 | Delta-ADR (en)          | Tor Graves James Walker Shinji Nakano              | Oreca 03                                | D     | 16    |
| 8        | LMP2      | 25 | Delta-ADR (en)          | Tor Graves James Walker Shinji Nakano              | Nissan VK45DE 4.5 L V8                  | D     | 16    |
| 9        | LMP2      | 47 | KCMG                    | Hiroshi Koizumi Tsugio Matsuda Richard Bradley     | Morgan LMP2                             | D     | 16    |
| 9        | LMP2      | 47 | KCMG                    | Hiroshi Koizumi Tsugio Matsuda Richard Bradley     | Nissan VK45DE 4.5 L V8                  | D     | 16    |
| 10       | LMP2      | 49 | Pecom Racing            | Luís Pérez Companc Pierre Kaffer Nicolas Minassian | Oreca 03                                | M     | 16    |
| 10       | LMP2      | 49 | Pecom Racing            | Luís Pérez Companc Pierre Kaffer Nicolas Minassian | Nissan VK45DE 4.5 L V8                  | M     | 16    |
| 11       | LMP2      | 32 | Lotus                   | Thomas Holzer Dominik Kraihamer Jan Charouz        | Lotus T128                              | D     | 16    |
| 11       | LMP2      | 32 | Lotus                   | Thomas Holzer Dominik Kraihamer Jan Charouz        | Praga 3,6 L V8                          | D     | 16    |
| 12       | LMP2      | 45 | OAK Racing              | Jacques Nicolet Keiko Ihara                        | Morgan LMP2                             | D     | 16    |
| 12       | LMP2      | 45 | OAK Racing              | Jacques Nicolet Keiko Ihara                        | Nissan VK45DE 4.5 L V8                  | D     | 16    |
| 13       | LMGTE Pro | 97 | Aston Martin Racing     | Darren Turner Stefan Mücke Frédéric Makowiecki     | Aston Martin V8 Vantage GTE             | M     | 16    |
| 13       | LMGTE Pro | 97 | Aston Martin Racing     | Darren Turner Stefan Mücke Frédéric Makowiecki     | Aston Martin 4.5 L V8                   | M     | 16    |
| 14       | LMGTE Pro | 51 | AF Corse                | Gianmaria Bruni Giancarlo Fisichella               | Ferrari 458 Italia GT2                  | M     | 16    |
| 14       | LMGTE Pro | 51 | AF Corse                | Gianmaria Bruni Giancarlo Fisichella               | Ferrari 4.5 L V8                        | M     | 16    |
| 15       | LMGTE Pro | 91 | Porsche AG Team Manthey | Jörg Bergmeister Patrick Pilet                     | Porsche 911 RSR (991)                   | M     | 16    |
| 15       | LMGTE Pro | 91 | Porsche AG Team Manthey | Jörg Bergmeister Patrick Pilet                     | Porsche 4.0 L Flat-6                    | M     | 16    |
| 16       | LMGTE Pro | 92 | Porsche AG Team Manthey | Marc Lieb Richard Lietz                            | Porsche 911 RSR (991)                   | M     | 16    |
| 16       | LMGTE Pro | 92 | Porsche AG Team Manthey | Marc Lieb Richard Lietz                            | Porsche 4.0 L Flat-6                    | M     | 16    |
| 17       | LMGTE Am  | 95 | Aston Martin Racing     | Kristian Poulsen Christoffer Nygaard Bruno Senna   | Aston Martin V8 Vantage GTE             | M     | 16    |
| 17       | LMGTE Am  | 95 | Aston Martin Racing     | Kristian Poulsen Christoffer Nygaard Bruno Senna   | Aston Martin 4.5 L V8                   | M     | 16    |
| 18       | LMGTE Am  | 96 | Aston Martin Racing     | Jamie Campbell-Walter Stuart Hall Jonathan Adam    | Aston Martin V8 Vantage GTE             | M     | 16    |
| 18       | LMGTE Am  | 96 | Aston Martin Racing     | Jamie Campbell-Walter Stuart Hall Jonathan Adam    | Aston Martin 4.5 L V8                   | M     | 16    |
| 19       | LMGTE Am  | 88 | Proton Competition      | Christian Ried Gianluca Roda Paolo Ruberti         | Porsche 911 GT3 RSR (997)               | M     | 16    |
| 19       | LMGTE Am  | 88 | Proton Competition      | Christian Ried Gianluca Roda Paolo Ruberti         | Porsche 4.0 L Flat-6                    | M     | 16    |
| 20       | LMGTE Am  | 81 | 8Star Motorsports       | Enzo Potolicchio Rui Águas Davide Rigon            | Ferrari 458 Italia GT2                  | M     | 16    |
| 20       | LMGTE Am  | 81 | 8Star Motorsports       | Enzo Potolicchio Rui Águas Davide Rigon            | Ferrari 4.5 L V8                        | M     | 16    |
| 21       | LMGTE Pro | 71 | AF Corse                | Kamui Kobayashi Toni Vilander                      | Ferrari 458 Italia GT2                  | M     | 16    |
| 21       | LMGTE Pro | 71 | AF Corse                | Kamui Kobayashi Toni Vilander                      | Ferrari 4.5 L V8                        | M     | 16    |
| 22       | LMGTE Am  | 76 | IMSA Performance Matmut | Raymond Narac Jean-Karl Vernay Markus Palttala     | Porsche 911 GT3 RSR (997)               | M     | 16    |
| 22       | LMGTE Am  | 76 | IMSA Performance Matmut | Raymond Narac Jean-Karl Vernay Markus Palttala     | Porsche 4.0 L Flat-6                    | M     | 16    |
| 23       | LMP2      | 31 | Lotus                   | Kevin Weeda James Rossiter Vitantonio Liuzzi       | Lotus T128                              | D     | 16    |
| 23       | LMP2      | 31 | Lotus                   | Kevin Weeda James Rossiter Vitantonio Liuzzi       | Praga 3,6 L V8                          | D     | 16    |
| 24       | LMGTE Am  | 57 | Krohn Racing            | Tracy Krohn Niclas Jönsson Maurizio Mediani        | Ferrari 458 Italia GT2                  | M     | 16    |
| 24       | LMGTE Am  | 57 | Krohn Racing            | Tracy Krohn Niclas Jönsson Maurizio Mediani        | Ferrari 4.5 L V8                        | M     | 16    |
| 25       | LMGTE Am  | 61 | AF Corse                | Jack Gerber Matt Griffin Marco Cioci               | Ferrari 458 Italia GT2                  | M     | 16    |
| 25       | LMGTE Am  | 61 | AF Corse                | Jack Gerber Matt Griffin Marco Cioci               | Ferrari 4.5 L V8                        | M     | 16    |
| 26       | LMP1      | 1  | Audi Sport Team Joest   | André Lotterer Marcel Fässler Benoît Tréluyer      | Audi R18 e-tron quattro                 | M     | 16    |
| 26       | LMP1      | 1  | Audi Sport Team Joest   | André Lotterer Marcel Fässler Benoît Tréluyer      | Audi TDI 3.7 L Turbo V6 (Hybrid Diesel) | M     | 16    |
| 27       | LMP1      | 8  | Toyota Racing           | Anthony Davidson Sébastien Buemi Stéphane Sarrazin | Toyota TS030 Hybrid                     | M     | 15    |
| 27       | LMP1      | 8  | Toyota Racing           | Anthony Davidson Sébastien Buemi Stéphane Sarrazin | Toyota 3.4 L V8 (Hybrid)                | M     | 15    |
| 28       | LMGTE Pro | 99 | Aston Martin Racing     | Pedro Lamy Richie Stanaway                         | Aston Martin V8 Vantage GTE             | M     | 15    |
| 28       | LMGTE Pro | 99 | Aston Martin Racing     | Pedro Lamy Richie Stanaway                         | Aston Martin 4.5 L V8                   | M     | 15    |
| 29       | LMGTE Am  | 50 | Larbre Compétition      | Julien Canal Patrick Bornhauser Fernando Rees      | Chevrolet Corvette C6.R GT2             | M     | 14    |
| 29       | LMGTE Am  | 50 | Larbre Compétition      | Julien Canal Patrick Bornhauser Fernando Rees      | Chevrolet 5.5 L V8                      | M     | 14    |

## Faits marquants
Cette course a été marquée par la présence d'un typhon qui obligea les organisateurs de la course à interrompre cette dernière; d'où le nombre de tours peu élevé effectué par les concurrents. En ce qui concerne les points marqués pour le championnat, seuls la moitié des points furent attribués pour cette manche.